# Малума
Хуан Луис Лондоњо Аријас (шп. Juan Luis Londoño Arias; Медељин, 28. јануар 1994), познатији по свом уметничком имену Малума, колумбијски је певач и текстописац. Прославио се 2011. године у својој домовини захваљујући сингловима Farandulera и Obsesión, а захваљујући песмама La temperatura и Carnaval (2014), постао је популаран широм Латинске Америке. Његов деби албум, Magia (2012), доживео је прави комерцијални успех у Колумбији, а годину дана касније Малума је номинован за Латин Греми награду за „најбољег новог уметника”.
Године 2015. објавио је други студијски албум, Pretty Boy, Dirty Boy, који је постао број један на Билбордовој листи латинских албума. На албуму се налазе синглови као што су Borró cassette, El perdedor и Sin contrato. Током 2014. и 2015. био је члан жирија талент шоуа La voz Kids, а током октобра 2015. године изашла је његова прва линија одеће.
Фебруара 2016. године учествовао је на церемонији Premios Lo Nuestro, једној од најзначајнијих емисија уживо, емитованој на америчкој телевизији Univisión. На церемонији је заједно са Џеј Балвином и Карлосом Вивесом извео песму Pa' Mayté, као и пемсу Desde esa noche, коју је отпевао заједно са мексичком певачицом Талијом. Након успеха сингла и живог наступа, критичари су почели да сматрају Малуму једним од уметника који имају „значајан утицај на урбану музику” у Латинској Америци.
Крајем исте године постао је члан жирија фестивала Виња дел Мар 2017, у то време је избацио и песму Chantaje, дует са Шакиром, који је за сада његов најуспешнији сингл.

## Биографија

### Детињство и музички почеци
Хуан Луис Лондоњо Аријас је рођен 28. јануара 1994. године у колумбијском граду Медељину, као син Марљи Аријас и Луиса Лондоња. Има старију сестру Мануелу, која је завршила психологију и филозофију. Малума је у свом раном детињству био велики љубитељ фудбала — спорта који је тренирао наредних осам година. Играо је за омладинске тимове Атлетико Насионала и Ла Екидад. Такође је учествовао на разним турнирима у одбојци, стоном тенису, шаху и друго. Са друге стране, имао је и страст према музици, што је показивао код куће, али и у школи пред својом најбољом другарицом Камилом Андриуоло, која ће касније постати његова дугогодишња девојка. Студирао је на Хонтанарес колеџу у Ел Ретиру и у том периоду често је писао писма за девојке својих другова. У десетом разреду је учествовао на музичком такмичењу Андреса Сепеде и освојио прво место на тему „Желим”, а децембра исте године глумио је у позоришној представи.
Са петнаест година компоновао је прву песму под називом No quiero, а годину дана касније, Хуан Пара, његов ујак, поклонио му је за рођендан могућност да сними песму у студију. Првобитно, Малума није намеравао да се претерано посвети музици. Међутим, на снимању је својим талентом изненадио групу продуцената који су му на крају понудили снимање албума, али је постојао предуслов — морао је да смисли неко звучно име које ће бити лако за памћење, а и добро примљено у круговима у којима се слуша урбана музика. Стога је он смислио уметничко име Малума, које представља комбинацију прва два слова имена његове мајке Марљи, оца Луиса и сестре Мануеле. Како сам Малума наводи: „то је начин да им одам признање зато што их волим и зато што су они покретач моје каријере”. Након што је запливао у музичким водама, било му је изузетно тешко да изабере између фудбала и музике, пошто је обе активности страствено волео. Његов отац је у почетку одбијао идеју да он буде певач, тврдећи да је Малума много времена провео тренирајући фудбал и да је због тога желео да постане успешан фудбалер, а не регетон певач. Ипак, он је касније подржао сина, пошто је видео да је Малума био одлучио да се бави музиком. Године 2010, у доби од шестнаест година, Малума је почео да похађа часове певања, да би на крају последње године средње школе одлучио да се „уздигне у звезде”.

### Стицање популарности
Јануара 2011. године, иако није потписао уговор за албум, Малума је објавио свој сингл првенац — песму под називом Farandulera, која му је омогућила да стекне популарност у домовини. Захваљујући популарности песме на радијима и интернету, уметник је привукао пажњу издавачке куће Sony Music и средином 2011. године потписао уговор са поменутом. Након тога, објавио је синглове Loco, Obsesión,  и , који су такође доживели знатан радијски успех у Колумбији и бројним латиноамеричким државама. Комерцијални успех његовог деби албума Magia, који је изашао августа 2012. године, пропраћен је златним сертификатом, с обзиром да је био продат у преко десет хиљада примерака широм Колумбије.
Његов следећи сингл, La temperatura, изашао током 2013, био је популаран широм Латинске Америке, као и у Сједињеним Државама, где се пробио у првих 40 места разних Билбордових листи и обезбедио Малуми номинацију за Латин Греми награду за 2013. годину у категорији најбољи нови уметник. На церемонији доделе, Малума је извео свој сингл La temperatura. Са друге стране, био је номинован и за најбољег латиноамеричког уметника од стране MTV Europe Music Awards 2013. године, као и за најбољег новог уметника године од стране Premios Nuestra Tierra 2012. године.

### 
Године 2014, Малума је објавио синглове Addicted, La curiosidad и Carnaval, од којих је La curiosidad био веома успешан у Латинској Америци, ушавши у топ 40 листе , топ 50 листе , а нашао се и на Билбордовој Latin Airplay листи. Поред тога, гостовао је на бројним песмама, међу којима је и Olé Brazil Елвиса Креспа, која је заузео прво место на листи Tropical Songs, а нашао се и на топ 40 на Билбордовој Latin Airplay листи; али и песма Te viví Хорхеа Виљамисара, која се такође нашла на листи Latin Airplay.
Малума је јуна 2014. године започео музичку туру Америком, обилазећи земље попут Боливије, Канаде, Колумбије, Сједињених Држава, Еквадора и Венецуеле, а месец дана касније наступио је на церемонији доделе Premios Juventud 2014, изводећи песму La temperatura. У том периоду је изабран и за члана жирија талент шоуа La voz kids на телевизији Каракол. Ивана, такмичарка из групе којој је Малума био ментор, победила је на такмичењу са освојених 44,1% гласова. Августа исте године Малума се опробао и као водитељ прве сезоне доделе Kids' Choice Awards Colombia, која је снимана за Никелодеон Латиноамерика, док је октобра изазвао бројне контроверзе у Венецуели постављајући заставу те државе наопако у емисији коју је водио на Fórum de Valencia. Шпанско издање магазина Пипл прогласило је Малуму најзгоднијим мушкарцем 2014. године.

## Дискографија

### Студијски албуми
- Magia (2012)
- Pretty Boy, Dirty Boy (2015)

### Синглови
- (2011)
- (2011)
- (2012)
- (2012)
- (2013)
- (2013)
- (2013)
- (2014)
- (2014)
- (2014)
- (2015)
- (2015)
- (2015)
- (2016)
- (2016)
- Ft. Noriel, Bryant Myers, Juhn (2016)
- Ft. Arcángel, De La Ghetto, Bad Bunny, Ñengo Flow (2016)
- (2017)
- (2017) Ft. MOTi y Major Lazer
- (2018)
- Lo Que No Sabias ft. Reykon (2020)
- Djadja Remix, (Feat. Aya Nakamura) (2020).
- Hawái (2020)

### Спотови
| Спот                    | Година | Режисер               |
| ----------------------- | ------ | --------------------- |
| Farandulera             | 2011   | —                     |
| Loco                    | 2011   | —                     |
| Obsesión                | 2011   | —                     |
| Magia                   | 2012   | —                     |
| Pasarla Bien            | 2012   | 36 Grados             |
| Miss Independent        | 2013   | 36 Grados             |
| La Temperatura          | 2013   | —                     |
| Addicted                | 2014   | Харолд Хименез        |
| Carnaval                | 2014   | Харолд Хименез        |
| Borro Cassette          | 2015   | —                     |
| El Perdedor             | 2016   | Џеси Тереро           |
| Sin Contrato            | 2016   | —                     |
| Vente Pa' Ca            | 2016   | Џеси Тереро           |
| Desde Esa Noche         | 2016.  | Карлос Перез          |
| Cuatro Babys            | 2016   | Хозе Хаву Ферер       |
| Chantaje                | 2016   | Хауме де Лаигуана     |
| Felices los 4           | 2017   | Џеси Тереро           |
| Corazón                 | 2017   | Џеси Тереро           |
| Me Gusta                | 2017   | —                     |
| El Préstamo             | 2018   | —                     |
| Créeme                  | 2018   | —                     |
| Mala Mía                | 2018   | —                     |
| Clandestino             | 2018   | Хауме де Лаигуана     |
| Trap                    | 2018   | Хауме де Лаигуана     |
| Marinero                | 2018   | —                     |
| La Luz                  | 2018   | Џеси Тереро           |
| Colors                  | 2018   | Џеси Тереро           |
| Vivir Bailando          | 2019   | Harold Jiménez        |
| HP                      | 2019   | Нуно Гомес            |
|                         | 2019.  | Даниел Дјуран         |
| Medellín                | 2019   | Diana Kunst,Mau Morgó |
| Hola Señorita (Maria)   | 2019   | Said C. Naciri        |
| 11 PM                   | 2019   | Нуно Гомес            |
| Instinto Natural        | 2019   | Нуно Гомес            |
| No Se Me Quita          | 2019   | Нуно Гомес            |
| Qué Pena                | 2019   | Колин Тили            |
| Qué Pena                | 2019   | Мајк Хо               |
| Maldad                  | 2020   | Роксана Балдовин      |
| La Playa Remix          | 2020   | Christian Suau        |
| Qué chimba              | 2020   | Малума                |
| ADMV                    | 2020   | Нуно Гомез            |
| ADMV (Versión Urbana)   | 2020   | Нуно Гомез            |
| Fell The Beat           | 2020   | Бен Мур               |
| Hawái                   | 2020   | Џеси Тереро           |
| Parce                   | 2020   | Родриго Родригез      |
| Pa' Ti                  | 2020   |                       |
| Lonely                  | 2020   |                       |
| Hawái Remix             | 2020   |                       |
| Madrid                  | 2020   |                       |
| Más De La Una           | 2020   |                       |
| Cielo a un Diablo       | 2020   | Фернандо Луго         |
| Medallo City            | 2020   |                       |
| 7 Días En Jamaica       | 2021   |                       |
| Chocolate               | 2021.  |                       |
| Tonika                  | 2021   |                       |
| Love                    | 2021   |                       |
| Desayun-Arte            | 2021   |                       |
| La Burbuja              | 2021   |                       |
| Peligrosa               | 2021   |                       |
| Agua de Jamaica         | 2021   |                       |
| Mi Niña Remix           | 2021   |                       |
| Aloha                   | 2021   |                       |
| Rumba (Puro Oro Anthem) | 2021   |                       |
| Sobrio                  | 2021   |                       |
| Imposible Amor          | 2021.  |                       |
| Sucutubla               | 2021.  |                       |
| Mama Tetema             | 2021.  |                       |
| Cositas de la USA       | 2022.  |                       |
| Mojando AsientosA       | 2022.  |                       |
| Nos Comemos Vivos       | 2022.  |                       |
| Tsunami                 | 2022.  |                       |
| El Que Espera           | 2022   |                       |
| Junio                   | 2022   |                       |
| Ojalá                   | 2022   |                       |
| La Reina                | 2023   |                       |
| Diablo, Qué Chimba      | 2023   |                       |
| Coco Loco               | 2023   |                       |
| Según Quién             | 2023   |                       |
| Trofeo                  | 2023   |                       |
| Si Te Llamo             | 2023   |                       |
| Procura                 | 2023   |                       |
| Bikini                  | 2023   |                       |
| Gafas Negras            | 2024   |                       |

|}

#### Као гост
- (Remix) (2013) Con Maximus Well y J Álvarez
- (2013) Con Nicky Jam
- (2013) Con Kevin Roldán & Andy Rivera
- (2014) Con Pipe Peláez
- (2014) Con Elvis Crespo
- (2014) Con Jorge Villamizar y Elvis Crespo
- (2014) Con Pipe Bueno
- (remix) (2014) Con J Álvarez, Ken-Y y Jory
- (remix) (2014) Con Alexis & Fido
- (2014) Con Lucas Lucco
- (2015) Con Danny Romero
- (2015) (2015) Con Carlos Vives, Fonseca, Fanny Lu, Andrea Echeverri, Cholo Valderrama, Coral Group y Herencia de Timbiquí
- (2014) Con Ha*Ash
- (remix 2) Con Baby Rasta & Gringo
- (2016) Con Thalía
- (2016) Con Ricky Martin
- (2016) Con Shakira
- (2016) Con Piso 21
- Sin contrato (remix) Con Don Omar y Wisin
- (2017) Con Alkilados
- (2017) Con Felipe Peláez

## Награде и номинације
Premios SHOCK
| Година | Номинација            | Награда                          | Резултат   | ref.   |
| ------ | --------------------- | -------------------------------- | ---------- | ------ |
| 2012   | Малума                | Најбољи нови уметник             | Номинација | [ 46 ] |
| 2013   |                       | Најбоља радијска песма           | Освојено   | [ 47 ] |
| 2014   | Maluma                | Народни уметник                  | Освојено   | [ 48 ] |
| 2014   | Maluma                | Најбољи уметник или група        | Освојено   | [ 49 ] |
| 2014   | Maluma                | Најбољи урбани уметник или група | Номинација | [ 50 ] |
| 2014   |                       | Најбоља радијска песма           | Освојено   | [ 51 ] |
| 2016   | Maluma                | Народни уметник                  | Освојено   | [ 52 ] |
| 2016   | Maluma                | Најбољи уметник или група        | Номинација | [ 52 ] |
| 2016   | Maluma                | Најбољи урбани уметник или група | Номинација | [ 52 ] |
| 2016   | Pretty Boy, Dirty Boy | Најбољи албум                    | Номинација | [ 52 ] |
| 2016   | Borró Cassette        | Најбоља радијска песма           | Номинација | [ 52 ] |

MTV Europe Music Awards
| Година | Номинација | Награда                           | Резултат   | ref.   |
| ------ | ---------- | --------------------------------- | ---------- | ------ |
| 2013   | Малума     | Најбољи централноамерички уметник | Номинација | [ 53 ] |
| 2016   | Малума     | Најбољи централноамерички уметник | Освојено   | [ 54 ] |

Premios Grammy Latinos
| Година | Номинација | Награда                       | Резултат   | ref.   |
| ------ | ---------- | ----------------------------- | ---------- | ------ |
| 2013   | Малума     | Најбољи нови уметник          | Номинација | [ 55 ] |
| 2015   |            | Најбоља урбана интерпретација | Номинација | [ 56 ] |

Premios Nuestra Tierra
| Година | Номинација | Награда                      | Резултат | ref.   |
| ------ | ---------- | ---------------------------- | -------- | ------ |
| 2014   |            | Урбана интерпретација године | Освојено | [ 57 ] |

MTV Millennial Awards
| Година | Номинација     | Награда                        | Резултат   | ref.   |
| ------ | -------------- | ------------------------------ | ---------- | ------ |
| 2014   | Малума         | Колумбијски уметник године     | Освојено   | [ 58 ] |
| 2014   | Малума         | Латинска звезда на Инстаграму  | Номинација | [ 59 ] |
| 2014   | Малума         | Millennial + Hot               | Номинација | [ 59 ] |
| 2015   | Малума         | Колумбијски инстаграмер године | Номинација | [ 60 ] |
| 2016   | Малума         | Колумбијски снепчетер године   | Номинација | [ 61 ] |
| 2016   | Малума         | Match perfecto                 | Номинација | [ 61 ] |
| 2016   | Малума         | Mejor actuación en una app     | Номинација | [ 61 ] |
| 2016   | Малума         | Колумбијски уметник године     | Освојено   | [ 61 ] |
| 2016   | Borró Cassette | Хит године                     | Номинација | [ 61 ] |

Premios Tu Mundo
| Година | Номинација | Награда                  | Резултат   | ref.   |
| ------ | ---------- | ------------------------ | ---------- | ------ |
| 2014   |            | Canción Comienza Fiestas | Номинација | [ 62 ] |
| 2016   | Малума     | Омиљени урбани уметник   | Номинација | [ 63 ] |

Kids' Choice Awards Colombia
| Година | Номинација     | Награда                              | Резултат | ref.   |
| ------ | -------------- | ------------------------------------ | -------- | ------ |
| 2014   | Малума         | Омиљени уметник                      | Освојено | [ 64 ] |
| 2016   | Малума         | Омиљени национални уметник или група | Освојено | [ 65 ] |
| 2016   | Borró cassette | Омиљена песма                        | Освојено | [ 65 ] |

Kids' Choice Awards
| Година | Номинација | Награда                  | Резултат   | ref.   |
| ------ | ---------- | ------------------------ | ---------- | ------ |
| 2015   | Малума     | Омиљени латински уметник | Номинација | [ 66 ] |

Latin American Music Awards
| Година | Номинација               | Награда              | Резултат   | ref.   |
| ------ | ------------------------ | -------------------- | ---------- | ------ |
| 2015   | Малума                   | Нови уметник године  | Номинација | [ 67 ] |
| 2016   | Borró cassette           | Омиљена урбана песма | Номинација | [ 68 ] |
| 2016   | El Perdedor (con Yandel) | Омиљена сарадња      | Номинација | [ 68 ] |